# Ursula Roth
Ursula Roth (* 1967 in München) ist eine deutsche evangelische Theologin.

## Leben
Nach dem Studium (1987–1995) der Evangelischen Theologie in München und Mainz war sie von 1995 bis 2006 wissenschaftliche Mitarbeiterin/Assistentin am Institut für Praktische Theologie, Evangelisch-Theologische Fakultät der LMU München. Nach der Promotion 2000 zur Dr. theol. und der Habilitation 2006 und Ernennung zur Privatdozentin für Praktische Theologie an der Evangelisch-Theologischen Fakultät der LMU München war sie von 2013 bis 2020 Professorin für Praktische Theologie am Fachbereich Evangelische Theologie der Goethe-Universität Frankfurt am Main. Seit 2020 ist sie Inhaberin des Lehrstuhls für Praktische Theologie am Fachbereich Theologie der FAU Erlangen.
Ihre Forschungsschwerpunkte sind Homiletik, Gottesdienstlehre, Kasualtheorie, Seelsorgelehre, Theorie des Pfarrberufs, Prolegomena der Praktischen Theologie, Geschichte der Praktischen Theologie.